# (6029) Edithrand
(6029) Edithrand est un astéroïde de la ceinture principale, de la famille de Hungaria.

## Description
(6029) Edithrand est un astéroïde de la ceinture principale, de la famille de Hungaria. Il présente une orbite caractérisée par un demi-grand axe de 1,93 UA, une excentricité de 0,08 et une inclinaison de 24,3° par rapport à l'écliptique.

## Compléments